# Егоров, Леонид Егорович
Леонид Егорович Егоров (4 апреля 1848, Таганрог — 25 декабря 1890, Таганрог) — русский художник и скульптор.

## Биография
Родился 4 апреля 1848 в Таганроге. Сын отставного полковника, исполнявшего должность полицмейстера Егора Антоновича Егорова. Обстановка в семье в детстве позволила развить в мальчике чувство прекрасного, душевности и художественного вкуса, но не способствовала выработке усидчивости, склонности к труду и дисциплине. Егоров рано бросил гимназию, поступил в Московское Строгановское училище, где проучился два года на скульптурном отделении. За это время он прошёл четыре курса. По семейным обстоятельствам ему не удалось довести своё образование до конца и ему пришлось вернуться в Таганрог. Над скульптурами Егоров работал эпизодически, по настроению. Он бы едва ли сделал что-нибудь серьёзное, если бы его не поддерживали люди близко его знавшие и ценившие его талант. Например, Ахиллес Алфераки, К. Е. Фоти, Я. С. Поляков, и другие, с которых он лепил бюсты.
В основном, Л. Е. Егоров лепил головки и орнаменты для украшения домов таганрогских богачей (например, Дом Рафаиловича), но по воспоминаниям современников, были работы и значительные: бюст римского сенатора М. Н. Комнено-Варваци, бюст Екатерины II, ему также принадлежала целая коллекция статуэток, среди которых — «Пожили» (промотавшийся помещик), «Иудушка» (герой Салтыкова-Щедрина) и др. Часто во время работы он впадал в меланхолию и тогда больно было видеть этого безусловно даровитого ваятеля.

## Галерея

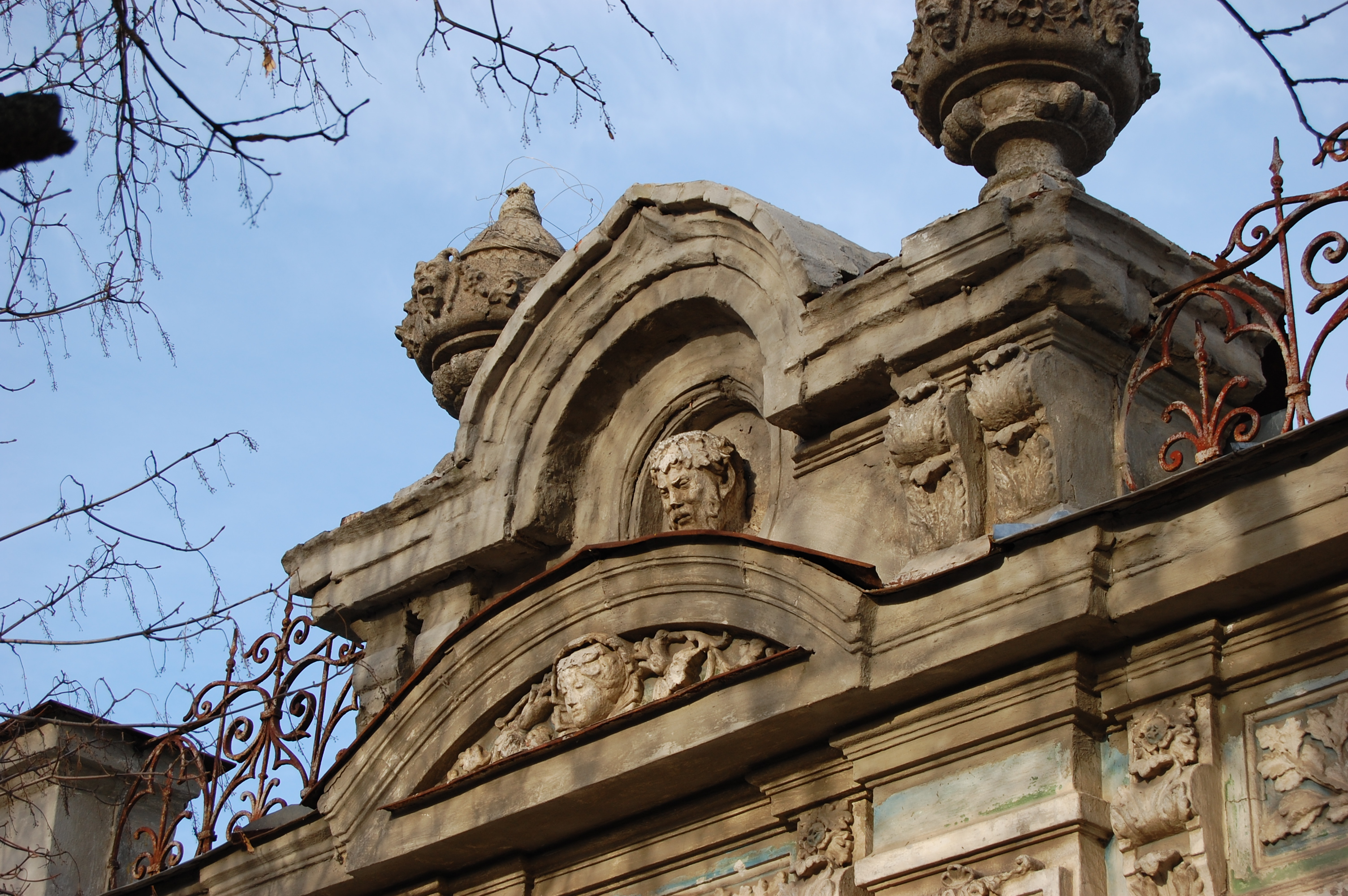
Фронтон Дома Рафаиловича, Таганрог